# August Dompig
August Dompig (Paramaribo, 3 april 1934) is een Surinaams trompettist, arrangeur en componist. Hij speelde tijdens het debuut van Max Nijman in 1961 in Paramaribo en was orkestleider van de Torarica Houseband.

## Biografie
Dompig werd in 1934 in Paramaribo geboren. Hij werkte onder meer voor het bauxietbedrijf Suralco en trouwde in 1960 met Gloria; samen kregen ze vier kinderen, en ook meerdere kleinkinderen en achterkleinkinderen. Muziek is in zijn leven zijn hobby gebleven.
Op 22 april 1961 was hij trompettist van Max Nijman, toen wel de Moengonese Brook Benton genoemd, toen die zijn debuutoptreden in Paramaribo kende.
Jarenlang was hij lid van de Torarica Houseband, dat onder leiding van hem en Juan Navia stond. Met de band, ook wel Torarica Swingtet genoemd, begeleidden ze Lord Cammy op diens maxisingle Sings at the Surinam Torarica (1967). Ook is zijn trompetspel te horen op de elpee Winner all the way (1974) van  Eddie Hooper and The Surinam Rhythm-makers. Voor het orkest The Carifa leverde hij het arrangement van Mie na toke en de compositie van Mie ne goedoe wen wen bee die in 1976 op een single verschenen.